# Journey to Addis
Journey to Addis, ett reggaealbum av Third World som släpptes år 1978 på Island Records. Med det här albumet fick gruppen sin första internationellt stora hit med "Now That We Found Love", som spelades flitigt på diskoteken i Amerika och Europa under flera år. Man kan tydligt höra gruppens soulinfluenser och jazzinfluenser på det här albumet.

## Låtlista
1. "One Cold Vibe (Couldn't Stop Dis Ya Boogie)"  (Coore) - 4:27
2. "Cold Sweat"  (Clarke/Coore/Copper/Dal) - 3:50
3. "Cool Meditation"  (Cooper) - 3:34
4. "African Woman"  (Clarke) - 6:26
5. "Now That We Found Love"  (Gamble/Huff) - 7:39
6. "Journey to Addis" - 6:44
7. "Fret Not Thyeself"  (Clarke/Cooper/Coore) - 4:15
8. "Rejoice"  (Clarke/Cooper/Coore) - 3:50